# Pena capital en América Latina

Pena de muerte en el mundo (2025):
Suprimida para todos los crímenes
Suprimida para los crímenes no cometidos en circunstancias excepcionales (como los cometidos en tiempo de guerra)
Contemplada como sanción penal, pero suprimida en la práctica
Contemplada como sanción penal, aún aplicada

La pena de muerte ha sido aplicada por todos los países de América Latina en algún momento histórico, aunque a inicios del siglo XXI está prohibida en la mayoría. 
Los países de América Latina que abolieron la pena de muerte en su totalidad son: Argentina,  Bolivia,  Colombia, Costa Rica, Ecuador, Haití, Honduras, México, Nicaragua, Panamá, Paraguay, Puerto Rico, República Dominicana, Uruguay y Venezuela. Los países que abolieron la pena capital sólo para los crímenes civiles en tiempo de paz, aunque no para la justicia militar son: Brasil, Chile, El Salvador, Guatemala y Perú. En Cuba se contempla legalmente la pena de muerte como en casos de piratería aérea o crímenes contra la seguridad del estado; asesinato.
La pena de muerte no está del todo erradicada en América. En el continente, además de Estados Unidos de América, Belice y Cuba, que contemplan la pena máxima, los países anglófonos del Caribe, entre ellos Jamaica, Trinidad y Tobago, y Guyana, todavía tienen en sus legislaciones un lugar para la pena de muerte.
Además, en Bolivia y Perú comunidades indígenas continúan ejecutando a ladrones, secuestradores y otros criminales, haciéndolo al margen de la ley. Cabe destacar que sí sucedieron ejecuciones de personas durante el siglo XX entre los años 60 y 90, época en la cual varios países sudamericanos cayeron bajo regímenes dictatoriales militares o cívico-militares. En general se ajustició a los opositores al régimen de turno.

## Situación en América Latina
| País                 | Año de Abolición                                                                                           |
| -------------------- | --- |
| Argentina            | 1813/1985 (solo civil) - 2009 (completamente)                                                              |
| Bolivia              | 1997 (solo civil) - 2013 (completamente)                                                                   |
| Brasil               | 1978 - Solo abolida para crímenes civiles en tiempos de paz, excepto militares.                            |
| Chile                | 2001 - Solo abolida para crímenes civiles en tiempos de paz, excepto militares.                            |
| Colombia             | 1910 (solo civil) - 1991 (completamente)                                                                   |
| Costa Rica           | 1882 (completamente por el decreto de Tomás Guardia)                                                       |
| Cuba                 | Actualmente contemplada en casos de piratería aérea, crímenes contra la seguridad del estado y asesinatos. |
| Ecuador              | 1906 (completamente por la Constitución)                                                                   |
| El Salvador          | 1983 - Solo abolida para crímenes civiles en tiempos de paz, excepto militares.                            |
| Guatemala            | 2017 - Solo abolida para crímenes civiles en tiempos de paz, excepto militares.                            |
| Haití                | 1987 (completamente por la Constitución)                                                                   |
| Honduras             | 1956 (completamente por la Constitución)                                                                   |
| México               | 1976 (solo civil) - 2005 (completamente)                                                                   |
| Nicaragua            | 1979 (completamente por la Constitución)                                                                   |
| Panamá               | 1903 (completamente por la Constitución)                                                                   |
| Paraguay             | 1992 (completamente por la Constitución)                                                                   |
| Perú                 | 1979 - Solo abolida para crímenes civiles en tiempos de paz, excepto militares.                            |
| Puerto Rico          | 1952 (completamente por la Constitución)                                                                   |
| República Dominicana | 1966 (completamente por la Constitución)                                                                   |
| Uruguay              | 1907 (completamente por la la Ley N.º 3238/1907)                                                           |
| Venezuela            | 1863 (completamente por la Constitución)                                                                   |

## Argentina

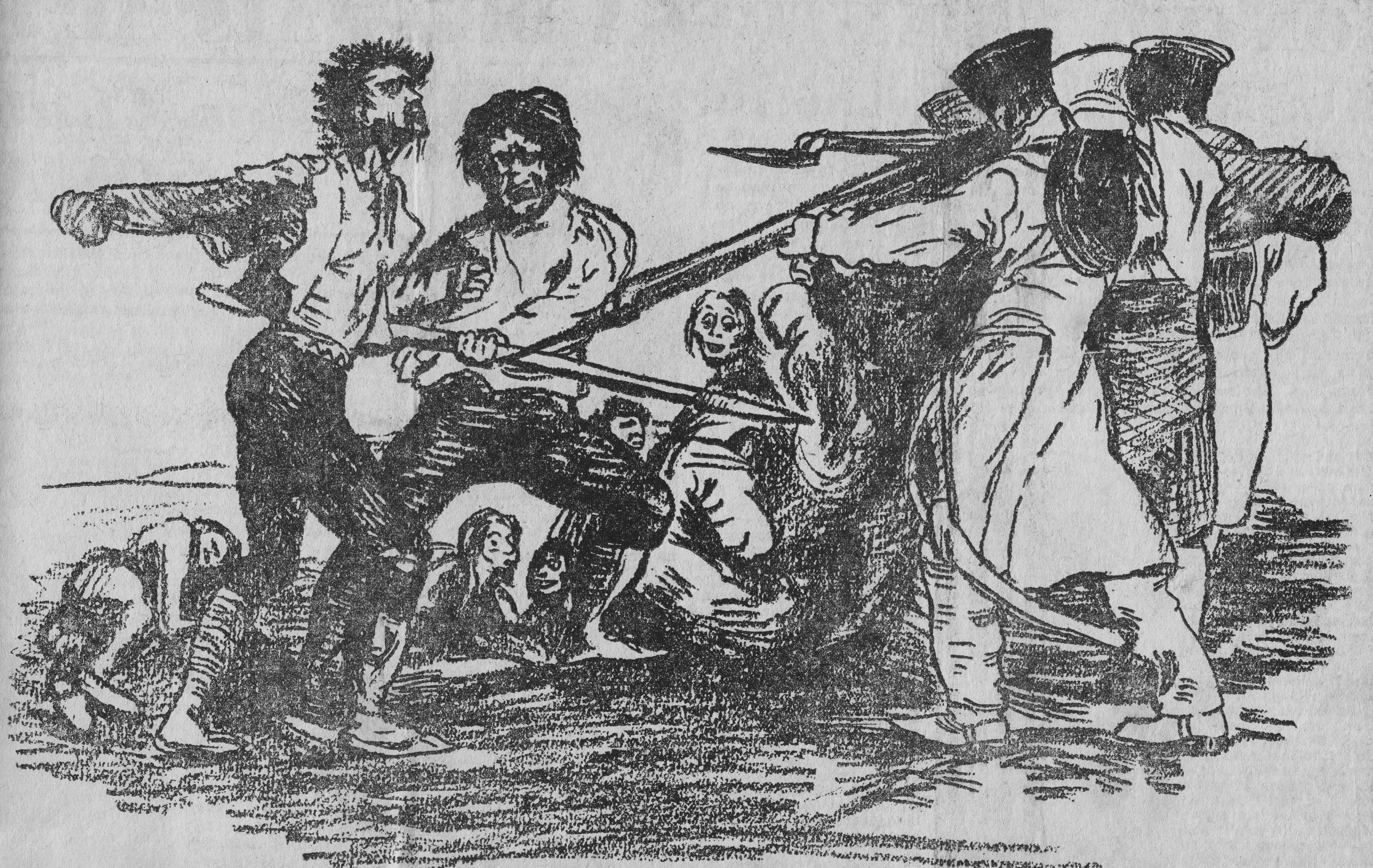
Alegoría a los fusilamientos que tuvieron lugar durante la Revolución Libertadora.

Respecto a Argentina, fue abolida por primera vez en 1813, en la Asamblea del año XIII. De todos modos hubo fusilamientos de opositores políticos hasta que la Constitución de 1853 la abolió nuevamente. Sin embargo, fue reimplantada en el Código Penal de 1886. Fue aplicada  durante la dictadura de Pedro Eugenio Aramburu en 1956. En 1970 fue reimplantada durante el gobierno de Juan Carlos Onganía. Fue nuevamente derogada por  Arturo Umberto Illia. Volvió a ser aplicada  durante el Proceso de Reorganización Nacional.   La Justicia considera a los desaparecidos entre 1976 y 1983 como ejecutados ilegalmente - extrajudicialmente, puesto que se trataba de ejecuciones realizadas por el Estado, pero fuera de todo marco legal. Luego fue abolida nuevamente para delitos comunes en junio de 1984 (ley 23.077), durante el gobierno de Raúl Alfonsín. El 6 de agosto de 2008 el Congreso de la Nación abolió el Código de Justicia Militar, que era el último remanente de aplicación posible de la pena de muerte en la Argentina.

## Chile

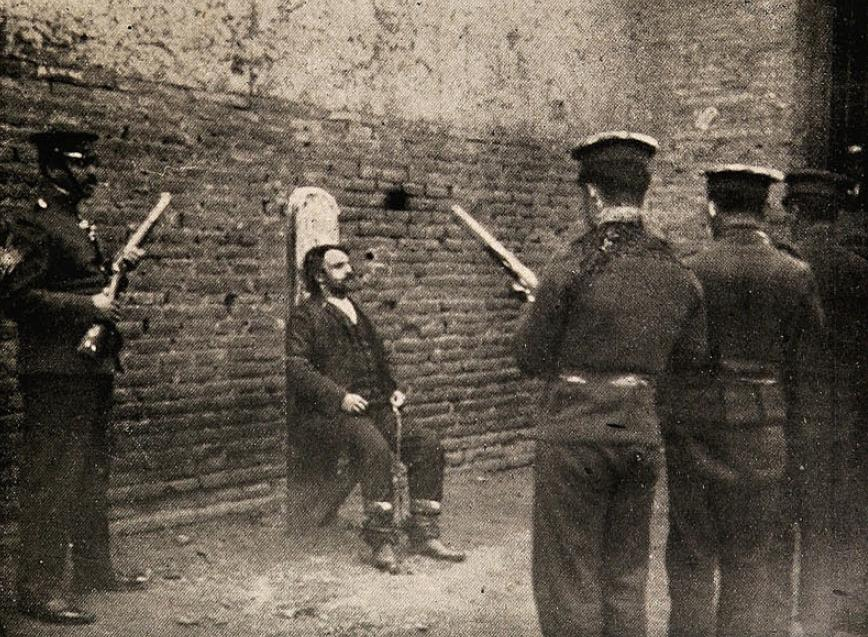
Émile Dubois durante su ejecución dijo: "ejecutadme y apuntad bien al corazón".

En Chile, la pena de muerte fue derogada en 2001 por Ley N.º 19.734, durante el gobierno de Ricardo Lagos Escobar, que modificó diversas leyes y normativas (entre ellas, el Código Penal, la Ley de Seguridad del Estado y el Código de Justicia Militar), reemplazando la pena capital con la de presidio perpetuo calificado. El Código Penal establece, en su artículo 32 bis regla 1ª, que aquel condenado por esta última pena no podrá optar a la libertad condicional sino una vez transcurridos 40 años de privación de libertad efectiva.
En el caso de la Justicia Militar, la pena de muerte se mantiene para los tiempos de guerra. También se contempla en la Constitución en su Artículo 19, número 1, que indica que la pena de muerte sólo podrá establecerse por delito contemplado en ley aprobada con quórum calificado. La Constitución Política de Chile, en su articulado transitorio Primero, mantuvo vigente las disposiciones anteriores a ella que se referían a la pena de muerte, hasta la dictación de las leyes de quorúm calificado que nunca hasta la derogación de la pena de muerte se dictaron.
La pena de muerte como castigo máximo se aplicó en Chile desde tiempos coloniales. En Chile 58 personas fueron condenadas por los tribunales a la pena de muerte desde que ésta fuera incluida en el ordenamiento jurídico en 1875. Del total, 29 de ellos habían cometido robo con homicidio; 24, homicidio calificado; uno por asalto con homicidio; uno por homicidio con incendio y tres por homicidio con violación.
El primer ejecutado fue acusado de robo con homicidio y enfrentó el pelotón de fusilamiento el 3 de febrero de 1890. La última vez que se aplicó fue el 29 de enero de 1985, terminando con la vida de los carabineros Carlos Alberto Topp Collins y Jorge Sagredo Pizarro, conocidos como los «psicópatas de Viña del Mar», por ser responsables de una decena de homicidios en serie perpetrados en dicha ciudad.

## Colombia
La pena de muerte en Colombia fue abolida en 1910. La última ejecución tuvo lugar en 1909. El artículo 11 de la Constitución de Colombia de 1991 afirma: «El derecho a la vida es inviolable. No habrá pena de muerte.»

## Costa Rica
El 26 de abril de 1882, por Decreto N° VII, el presidente Tomás Guardia adoptó algunas modificaciones a la Constitución de 1871 y el artículo 45 fue sustituido por el siguiente: “La vida humana es inviolable en Costa Rica”. Fue el tercer país en el mundo en abolir la pena de muerte.

## Cuba
Las últimas ejecuciones que se hicieron públicas se produjeron en 2003. Tres hombres que secuestraron un barco para llegar a Miami y amenazado de ejecutar los rehenes fueron capturados por la policía cubana y posteriormente condenados a la pena capital mediante fusilamiento.

En una Nota Oficial, fechada el 11 de abril del 2003, el Gobierno de Cuba dio a conocer al pueblo cubano y a la opinión pública en general, que la Sala de los Delitos contra la Seguridad del Estado del Tribunal Popular de la Ciudad de La Habana, en Juicio Sumarísimo, tal y como esta previsto en los Artículos 479 y 480 de la Ley de Procedimiento Penal, había considerado probados los hechos cometidos por los ciudadanos, Lorenzo Enrique Copello Castillo, Bárbaro Leodán Sevilla y Jorge Luis Martínez Isaac, secuestradores de la embarcación de pasajeros "Baraguá", y que estos "constituían graves delitos de terrorismo previstos en la Ley 93 contra Actos de Terrorismo, del 24 de diciembre del 2001," siendo sancionados los mismos a la Pena Capital. La sanción de muerte en Cuba se ejecuta por fusilamiento, y fue aplicada en la madrugada de ese día.

## Guatemala
La constitución guatemalteca contemplaba la pena de muerte, dándole la facultad al congreso de abolirla, y se le garantiza al reo hasta el último recurso. Aunque la última ejecución de la pena máxima en el país fue en el año 2000, ésta sigue estando contemplada en el Código Penal, justificación a la que se aferran ciertos partidos políticos y un alto porcentaje de sociedad civil.En 2014 la Corte Constitucional resolvió declarar la inconstitucionalidad general del penúltimo párrafo del artículo 132 del Código Penal en Guatemala para el caso de homicidio simple. Con las 2 aplicadas en el 2000, son 5 el número de ejecutados desde la firma de los Acuerdos de Paz de 1996. El expresidente Alfonso Portillo, que llevaba en el poder poco más de 6 meses, renunció a su potestad de indultar a los penados a muerte. Ante esta situación la Corte de Constitucionalidad (CC) resolvió que la ley que regulaba el proceso y que era del año 1982  no especificaba qué autoridad debía encargarse de valorar los recursos de gracia presentados por los condenados, por lo que le correspondía al Congreso legislar para enmendar este vacío legal. Mientras, la pena capital quedó en suspenso y el congreso derogó la ley que lo regulaba esperando aprobar una más moderna.
El 12 de febrero de 2008 el congreso votó por la aprobación de una nueva ley que volvió a facultar al Presidente en curso para decidir sobre los indultos. Apoyaron esta medida los dos partidos mayoritarios, Unidad Nacional de la Esperanza y Partido Patriota, El partido Encuentro por Guatemala votó en contra. Amnistía Internacional emitió un comunicado instando al presidente a dar marcha atrás. Álvaro Colom decidió vetarla, al considerar que esta forma de castigo entra en contradicción con el derecho a la vida del reo, la retroactividad de la ley y los compromisos internacionales firmados por Guatemala como miembro de la Convención Americana sobre Derechos Humanos, posición que ha mantenido hasta el día de hoy.
El 26 de octubre del año 2017 la Corte de Constitucional de Guatemala, resolvió una acción de inconstitucionalidad contra la aplicación de la pena de muerte contra los 7 delitos que la contemplaban. Lo resuelto por la Corte fue que la pena de muerte era contraria a la Constitución porque la ley sujetaba la aplicación de la pena de muerte a la «peligrosidad» del delincuente. Eso era incompatible con los Derechos Humanos en virtud que quedaría a criterio arbitrario del juez evaluar la peligrosidad del agente, siendo esto un percepción subjetiva, y porque era un castigo a una conducta futura, que podía o no ser cometida. Esto implicaba violación a garantías constitucionales como el principio de legalidad, además algunos delitos habían sido modificados y agregados en 1992 y 1996.
Así pues al no poderse aplicar la pena a los 7 delitos que ya la contemplaban y ser el Estado de Guatemala firmante del Pacto de San José de Costa Rica que prohíbe la creación de nuevos delitos con pena capital posteriores a la firma y ratificación del pacto (Guatemala se adhirió en el año 1978) no es posible que existan nuevos delitos con esa pena. Con esa decisión, en Guatemala actualmente no existe un solo delito al que se le pueda aplicar la pena de muerte, por lo que, a pesar de que la pena sigue siendo contemplada dentro del ordenamiento jurídico guatemalteco, no es posible que sea impuesta a ningún condenado hasta que sea aprobada una ley de conmutación de la pena o indulto y la legislación regrese a los delitos contemplados al momento en que Guatemala se adhirió a la convención que no contemplaban la peligrosidad del agente.
Desde 2017, Guatemala abolió la pena de muerte para delitos civiles. Actualmente, la pena de muerte sólo puede aplicarse en tiempos de guerra. Guatemala es uno de los siete países que ha abolido la pena capital sólo para delitos comunes. Guatemala, por ser parte del Pacto de San José, no puede aplicar la pena de muerte.

## México
En el año de 2005 la pena de muerte quedó expresamente prohibida en México. La Constitución Política de los Estados Unidos Mexicanos prevé en su Artículo 22:
Artículo 22. Quedan prohibidas las penas de muerte, de mutilación, de infamia, la marca, los azotes, los palos, el tormento de cualquier especie, la multa excesiva, la confiscación de bienes y cualesquiera otras penas inusitadas y trascendentales. Toda pena deberá ser proporcional al delito que sancione y al bien jurídico afectado.
Además de esa enmienda constitucional, México se ha adherido a instrumentos que contemplan de igual manera su prohibición. El 26 de septiembre de 2007, México se adhirió al Segundo Protocolo Facultativo del Pacto Internacional de Derechos Civiles y Políticos, destinado a abolir la pena de muerte de 1989  y, de igual manera, el 28 de junio de 2007 al Protocolo a la Convención Americana sobre Derechos Humanos relativo a la Abolición de la Pena de Muerte de 1990. Al suscribir dichos instrumentos, el Estado mexicano no puede volver atrás: conforme al artículo 4.3 de la Convención Americana sobre Derechos Humanos, los Estados que hayan abolido la pena de muerte no pueden restablecerla en el futuro.

## Nicaragua
La pena de muerte fue abolida en 1979 por los sandinistas.

## Paraguay
La pena de muerte en la República del Paraguay fue abolida por la Constitución del año 1992, creada luego del derrocamiento del gobierno militar de Alfredo Stroessner. 

## Puerto Rico
En Puerto Rico la pena de muerte no es legal. En 1929 se abolió la pena de muerte por legislación, y se prohíbe por su Constitución del 1952. Sin embargo, el gobierno de los Estados Unidos aplica allí la pena de muerte federal.  Entre el 2012 y el 2015, Puerto Rico observó el 20% de los casos de pena de muerte por legislación federal de los Estados Unidos.  Ningún jurado en las cortes de los Estrados Unidos en Puerto Rico ha sentenciado a los convictos a pena de muerte, salvaguardando la idiosincrasia abolicionista.

## Uruguay
La pena de muerte en Uruguay fue abolida por la Ley N.º 3238 del 23 de septiembre de 1907, durante el gobierno de Claudio Williman. La misma establece en su artículo 1º:

Queda abolida la pena de muerte que establece el Código Penal. Queda igualmente abolida la pena de muerte que establece el Código Militar.

La última ejecución se había llevado a cabo en el departamento de Maldonado el 29 de septiembre de 1902.

## Venezuela
La abolición legal de pena de muerte sucedió en 1863, bajo la presidencia de Juan Crisóstomo Falcón, con el decreto de Garantías. Esta abolición será inscrita en la nueva Constitución de 1864. Desde esta fecha, la prohibición de la pena de muerte ha estado inscrita en todas las constituciones de la República, siendo el primer Estado que prohibiera la pena de muerte en el mundo.
En la época de la colonia en Venezuela está práctica se usaba con frecuencia y estaba aprobada por el Imperio español dentro de la Capitanía venezolana. José María España que ejecutó un intento de independencia en 1797, cuando regresó a Venezuela en 1799 fue sentenciado por la Real Audiencia de Caracas el 6 de mayo, siendo ejecutado el 8 de mayo en la Plaza Mayor (actual Plaza Bolívar de Caracas).
La práctica del fusilamiento era muy frecuente y los tres fusilamientos políticos más conocidos a lo largo de la historia venezolana, fueron el de Manuel Piar, el de Matías Salazar, y el de Antonio Paredes. Ya para el siglo XX esta práctica aunque ilegal seguía siendo usada, en casos como los de Tomás Funes en 1921, que fue fusilado por el guerrillero Emilio Arévalo Cedeño.

## Otras regiones
En otras regiones todavía se contempla la posibilidad de ejecutar a ciertos criminales. Se trata de países como Bahamas, Guyana, Jamaica, Trinidad y Tobago y algunas de las Pequeñas Antillas. En las colonias europeas pertenecientes a Francia, el Reino Unido y los Países Bajos la pena de muerte no es legal.